# All the Things You Are
All the Things You Are (« Toutes les choses que tu es ») est une chanson composée par Jerome Kern avec des paroles d'Oscar Hammerstein II, écrite en 1939 pour la comédie musicale Very Warm for May (en). Elle est devenue l'un des standards de jazz les plus populaires.

## Historique
La comédie musicale Very Warm for May (en) a été jouée la première fois à Broadway le 17 novembre 1939, et n'a eu droit qu'à 59 représentations, ce qui a déçu les auteurs Jerome Kern et Oscar Hammerstein II. À la suite de critiques désastreuses, le théâtre était vide dès le deuxième soir…
All the Things You Are est la chanson qui a le mieux marché de tout le spectacle, à la surprise de Kern, qui la pensait trop complexe pour obtenir un grand succès. Les paroles sont plutôt simples et directes, sans la malice des autres paroliers.
On y entend les sonorités cuivrés en vogue à la fin des années 1930 et au début des années 1940, accompagnant la mélodie lyrique et intime. Si le tempo est vif, la mélodie est sensuelle, et colle aux paroles romantiques écrites par Hammerstein : « You are the promised kiss of springtime/the angel glow that lights a star » (« Tu es le baiser promis du printemps/la lumière angélique qui illumine une étoile »).

## Analyse
Bien que le morceau soit un standard de jazz incontournable, sa progression harmonique est loin d'être simple, puisqu'il navigue entre cinq tonalités,.
Le morceau est construit sur une forme AABA, chaque section A présentant des variations. Le premier A commence par un cycle des quintes en la bémol majeur, avant de moduler avec un II-V-I en en do majeur. Le deuxième A reprend la même structure, transposée une quarte plus bas (mi bémol majeur, puis sol majeur). La section B (le pont) enchaine un II-V-I en sol majeur à un II-V-I en mi majeur, avant d'annoncer un retour à la bémol majeur. Le troisième A est similaire au premier, mais sans la modulation en do majeur,.
On peut également considérer que le premier A commence en fa mineur avant de moduler en do majeur.
La mélodie, qui utilise les notes communes aux différentes tonalités, est principalement construite sur des intervalles de quarte et de quinte.

## Utilisation
Elle est reprise dans le film Broadway Rhythm en 1943, film qui s'inspire de la comédie musicale Very Warm for May (en). All the Things You Are est la seule chanson qui reste de la partition originale,.
On trouve plusieurs démarquages (réutilisation de la progression harmonique) du morceau, en particulier Bird of Paradise de Charlie Parker en 1947. Il en existe d'autres :
- Tadd Dameron : Jahbero
- Kenny Dorham : Prince Albert
- Bill Evans : Are You All The Things?
- Dexter Gordon : Boston Bernie
- Barney Kessel	: Vicky's Dream
- Lee Konitz : Young Lee, Thingin'
- Dave Lambert : Charge Account
- Charles Mingus : All the Things You Could Be By Now if Sigmund Freud's Wife Was Your Mother
- Lennie Tristano : Ablution
- Mal Waldron : Anatomy

## Versions
La chanson est très vite populaire, et l'enregistrement de Tommy Dorsey occupe la première place du hit-parade aux États-Unis en 1939. D'autres versions rencontrent un grand succès, comme celle de l'orchestre d'Artie Shaw avec Helen Forrest au chant (1940), et celle de l'orchestre de Frankie Masters avec Harlan Rogers au chant (1940). Art Tatum en enregistre en  1940 une version virtuose, qui influence notamment Charlie Parker. On peut également citer la version de Coleman Hawkins et celle d'Erroll Garner, toutes deux enregistrées en 1944.
Milt Jackson, Thelonious Monk enregistrent une version notable en 1948, que l'on peut entendre sur Wizard of the Vibes (en). La version qui asseoit définitivement All the Things You Are comme un standard de jazz incontournable est sans doute celle enregistrée par Charlie Parker, Dizzy Gillespie, Bud Powell, Max Roach et Charles Mingus en 1953 sur Jazz at Massey Hall.
De très nombreux musiciens de jazz ont enregistré ce morceau, ce qui fait d'All the Things You Are un des standards les plus connus. Dresser la liste de toutes ces versions est presque impossible, on peut néanmoins citer :
Versions vocales
- Frank Sinatra sur Songs by Sinatra - Volume 1 (1947)
- Sarah Vaughan sur Great Songs from Hit Shows (1957)
- Carmen McRae sur Carmen for Cool Ones (en) (1958)
- Ella Fitzgerald sur Ella Fitzgerald Sings the Jerome Kern Song Book (en) (1963)
- Barbra Streisand sur Simply Streisand (en) (1967)
- Betty Carter sur Betty Carter at the Village Vanguard (en) (1970)
- Michael Jackson sur Music and Me (1973)
- The Swingle Singers sur Mood Swings (2002)

Versions instrumentales
- Modern Jazz Quartet sur The Modern Jazz Quartet (1953)
- Dave Brubeck sur The Dave Brubeck Quartet (1953)
- Chet Baker sur Chet Baker Quartet Featuring Russ Freeman (1953)
- Oscar Peterson sur Tenderly (1956)
- Art Tatum et Ben Webster (1956)
- Ahmad Jamal sur Jamal at The Pershing - Volume Two (1961)
- Paul Desmond et Gerry Mulligan sur Two of a Mind (1962)
- Johnny Griffin sur Night Lady (1964)
- Paul Gonsalves sur Humming Bird (1970)
- Jim Hall sur Guitar Genius in Japan (1971)
- Joe Pass sur Virtuoso (1973)
- Joachim Kühn sur This Way Out (1973)
- Martial Solal sur Nothing but Piano (1976)
- Keith Jarrett sur Standards, Vol. 1 (en) (1983)
- John Scofield sur Flat Out (1989)
- Pat Metheny/Dave Holland/Roy Haynes sur Question and Answer (1990)
- Biréli Lagrène sur Acoustic Moments (1991)
- McCoy Tyner sur Soliloquy (1991)
- Michel Petrucciani et Eddy Louiss sur Conference de Presse (1994)
- Brad Mehldau sur The Art of the Trio, Vol. 4: Back at The Vanguard (1999), dans une version à 7 temps (4+3)[13]
- David Liebman et Richie Beirach sur Unspoken (2011)
- Ethan Iverson Quartet sur Common Practice (2019)